# Île de Ponds
L'île de Ponds (anglais : Island of Ponds) (île des Étangs) est une île située dans l'océan Atlantique au large de la côte est du Labrador, dans la province de Terre-Neuve-et-Labrador au Canada.

## Toponymie
Le nom Ponds signifiant étangs ou mares en anglais fait référence aux 366 étendues d'eau peu profondes (lacs, étangs et mares) parsemant la surface de l'île.

## Géographie
La partie continentale du Labrador se trouve à l'est et au sud de l'île de Ponds. Un chenal appelé Domino Run large de 770 mètres au nord de la communauté de Black Tickle (53° 27′ 44″ N, 55° 45′ 53″ O) la sépare de l'île Spotted (anglais : Spotted Island) (île Tachetée) située au nord. 
L'île de Ponds est de forme globalement arrondie à l'ouest et très découpée à l'est avec de petites péninsules et criques. L'île mesure 17 km de long d'ouest en est sur 9 km de large du nord au sud.
Les côtes de l'île sont généralement rocheuses et découpées, notamment dans la partie occidentale tournée vers la baie Rocky (anglais : Rocky Bay) (baie Rocheuse) et la partie sud tournée vers la baie Porcupine (anglais : Porcupine Bay) (baie du Porc-épic).
Le relief de l'île est assez plat avec quelques petites collines concentrées dans la partie sud. Le point culminant se trouve au sud de l'île et atteint environ 85 mètres d'altitude.
La végétation est très réduite dans les zones abritées au milieu des rochers et sans arbres du fait de la houle de l'océan Atlantique et de l'influence du courant glacial du Labrador conférant aux lieux un climat subarctique marginal (Köppen Dfc) qui est très proche d'un climat polaire (Köppen ET), ce qui crée la limite des arbres la plus au sud de l'hémisphère nord sur la côte du Labrador.
L'île de Ponds se compose principalement de roches ignées avec une couverture peu profonde de sédiments, insuffisante pour supporter des arbres.

## Occupation humaine
L'île de Ponds a été une base de pêche très active au XIXe siècle et jusque dans les années 1980 avant de décliner à l'instar des autres communautés du secteur.
Dans les années 1980, alors que la pêche était à son apogée, Black Tickle était une ville en plein essor au Labrador. Il y avait 3 000 personnes et le rivage de l'île de Ponds était jonché de remorques et de cabanes bon marché. En 2007, Black Tickle ne comptait plus que 200 habitants permanents.
La seule communauté de pêcheurs permanente subsistante sur l'île est Black Tickle située au fond d'une anse de la pointe est tournée vers le sud. La population de 84 habitants en 2019 est majoritairement métis.
L'établissement de Batteau (53° 24′ 34″ N, 55° 46′ 41″ O), situé à l'extrémité est de l'île au bout d'une péninsule au fond d'une anse tournée vers le sud-est, a été abandonné et est de nos jours seulement saisonnier.
Malgré les nombreux étangs, l'accès à l'eau potable est un problème de longue date pour les habitants de l'île,.

## Transports
Black Tickle est reliée au continent par un service de ferry côtier saisonnier.
Entre la mi-juin et la mi-novembre (sous réserve des conditions de glace), le traversier MV Kamutik W en service depuis juin 2019 (a remplacé le MV Northern Ranger qui a cessé son service fin 2018) exploité par le gouvernement de Terre-Neuve-et-Labrador fournit un service hebdomadaire à partir de Goose Bay le long de la côte atlantique. Le traversier dessert Black Tickle sur l'itinéraire Goose Bay – Rigolet – Cartwright – Black Tickle. Les services au Labrador ont commencé le 14 juin en 2020.
Le petit aéroport de Black Tickle (53° 28′ 06″ N, 55° 47′ 08″ O) permet de se rendre sur l'île par les airs. Il est situé à 1,9 km au nord-ouest de Black Tickle et se compose d'une piste en gravier de 764 mètres de long. Il est desservi par Air Labrador.
Un chemin relie Black Tickle au lieu-dit Black Tickle-Domino sur la côte sud et se prolonge vers l'aéroport de Black Tickle et les lieux-dits de Domino dans une crique de la côte nord où se trouve un quai, et de Salmon Bight (décharges de Black Tickle) au bord d'un lac dans l'intérieur de l'île. Le chemin permet aussi de suivre une partie de la côte à l'ouest de Black Tickle-Domino.

## Économie
La côte du sud-est du Labrador demeure de nos jours une importante zone de pêche.